# Đẻn đuôi vàng
Đẻn đuôi vàng hay đẻn sọc dưa (danh pháp khoa học: Hydrophis platurus) là một loài rắn biển trong họ Rắn hổ. Loài này được Linnaeus mô tả khoa học đầu tiên năm 1766.
Loài rắn biển này tìm thấy ở nhiệt đới vùng biển đại dương trên khắp thế giới ngoại trừ Đại Tây Dương. Nó là thành viên duy nhất của chi Pelamis, nhưng bằng chứng phân tử gần đây cho thấy nó có quan hệ họ hàng rất gần với các loài thuộc chi Hydrophis.
Trái với niềm tin trong quá khứ, rắn biển đòi hỏi nước ngọt để sinh tồn và rắn biển bụng vàng uống nước mưa hình thành trên bề mặt nước biển. Loài này đã được ghi nhận là sống sót sau khi mất nước nghiêm trọng tới 7 tháng trong thời gian hạn hán theo mùa.